# Dan Cooper (stripreeks)
Dan Cooper was een Belgisch-Franse stripreeks, geschreven en getekend door Albert Weinberg. De hoofdrolspeler is een Canadese militaire piloot en ruimtevaarder. De serie werd voor het eerst gepubliceerd in 1954 in het magazine Kuifje als antwoord op de Buck Danny-reeks van het concurrerende magazine Robbedoes.

## Albums
Alle albums zijn getekend en geschreven door Albert Weinberg.
| Nummer | Titel                          | Uitgever(s)                                                             |
| ------ | ------------------------------ | ----------------------------------------------------------------------- |
| 1      | De blauwe driehoek             | Uitgeverij Helmond, Le Lombard                                          |
| 2      | De meester van de zon          | Uitgeverij Helmond, Le Lombard, Van Der Hout & Co.                      |
| 3      | De muur van de stilte          | Uitgeverij Helmond, Le Lombard                                          |
| 4      | Operatie Jupiter               | Uitgeverij Helmond, Le Lombard                                          |
| 5      | Richting Mars                  | Uitgeverij Helmond, Le Lombard, Geïllustreerde Pers                     |
| 6      | Duel in de wolken              | Uitgeverij Helmond, Le Lombard, Geïllustreerde Pers, Van Der Hout & Co. |
| 7      | Het waagstuk                   | Uitgeverij Helmond, Le Lombard, Van Der Hout & Co.                      |
| 8      | Het escadrille van de jaguars  | Uitgeverij Helmond, Le Lombard, Van Der Hout & Co.                      |
| 9      | Het geheim van Dan Cooper      | Uitgeverij Helmond, Le Lombard                                          |
| 10     | 3 kosmonauten                  | Uitgeverij Helmond, Le Lombard                                          |
| 11     | Spook 3 antwoordt niet meer!   | Uitgeverij Helmond, Le Lombard                                          |
| 12     | Luchtacrobaten                 | Uitgeverij Helmond, Le Lombard                                          |
| 13     | De zeetijgers                  | Uitgeverij Helmond, Le Lombard                                          |
| 14     | Vliegende schotels             | Uitgeverij Helmond, Le Lombard                                          |
| 15     | Paniek op Cape Kennedy         | Uitgeverij Helmond, Le Lombard                                          |
| 16     | De ''Black Jets''              | Uitgeverij Helmond, Le Lombard                                          |
| 17     | S.O.S. in de ruimte            | Uitgeverij Helmond, Le Lombard                                          |
| 18     | Dan Cooper in Noorwegen        | Uitgeverij Helmond, Le Lombard                                          |
| 19     | De verdwenen piloten           | Uitgeverij Helmond, Le Lombard                                          |
| 20     | Apollo roept Sojoez            | Uitgeverij Helmond, Le Lombard                                          |
| 21     | De zaak Minos                  | Uitgeverij Helmond, Le Lombard                                          |
| 22     | De gekaapte Jumbo              | Uitgeverij Helmond, Le Lombard                                          |
| 23     | Crash op 135!                  | Uitgeverij Helmond, Le Lombard                                          |
| 24     | Azimuth zero                   | Harko Magazines C.V.                                                    |
| 25     | Het ruimtekanon                | Harko Magazines C.V.                                                    |
| 26     | Operatie kosmos 990            | EDI-3-BD, Fleurus, Novedi                                               |
| 27     | Het F-18 programma             | Novedi                                                                  |
| 28     | Gevaar voor de F-111           | Novedi                                                                  |
| 29     | De naamloze pilote             | Novedi                                                                  |
| 30     | Piloten zonder uniform         | Novedi                                                                  |
| 31     | Het ruimteveer                 | Novedi                                                                  |
| 32     | Viking connection              | Novedi                                                                  |
| 33     | Target                         | Novedi                                                                  |
| 34     | Silver Fox                     | Novedi                                                                  |
| 35     | Dragon Lady                    | Novedi                                                                  |
| 36     | Het onzichtbare vliegtuig      | Novedi                                                                  |
| 37     | Gevaar boven de Alpen          | Dargaud Benelux                                                         |
| 38     | Spookpiloten                   | Dargaud Benelux                                                         |
| 39     | De gijzelaar van de Clemenceau | Dargaud Benelux                                                         |
| 40     | Alarm op de Clemenceau         | Dargaud Benelux                                                         |
| 41     | Het oog van de tijger          | Dargaud Benelux                                                         |